# Ministerium der Justiz (Saarland)
Das Ministerium der Justiz ist eines von sieben Ministerien der saarländischen Landesverwaltung. Ministerin ist seit dem 26. April 2022 Petra Berg (SPD). Staatssekretär ist Jens Diener. Das Ministerium hat seinen Sitz in Saarbrücken.

## Geschichte
In der von 1946 bis 1947 amtierenden Verwaltungskommission des Saarlandes gab es noch keine Ministerien. Direktor für Justiz war Erwin Müller. 1947 wurde das Justizministerium gegründet. Bis heute änderten sich seine ergänzenden Zuständigkeiten mehrfach. 
Folgende Minister waren seit 1947 im Saarland für Justiz zuständig:
| Name                                                 | Amtsantritt                                                       | Kabinett                                         | Partei              |
| Minister der Justiz                                  | Minister der Justiz                                               | Minister der Justiz                              | Minister der Justiz |
| ---------------------------------------------------- | ----------------------------------------------------------------- | ------------------------------------------------ | ------------------- |
| Heinz Braun                                          | 20. Dezember 1947                                                 | Hoffmann I                                       | SPS                 |
| Erwin Müller                                         | 14. April 1951                                                    | Hoffmann II                                      | CVP                 |
| Heinz Braun                                          | 23. Dezember 1953                                                 | Hoffmann III                                     | SPS                 |
| Erwin Müller                                         | 17. Juli 1954                                                     | Hoffmann IV                                      | CVP                 |
| Heinrich Welsch                                      | 29. Oktober 1955                                                  | Welsch                                           | parteilos           |
| Egon Reinert                                         | 10. Januar 1956                                                   | Ney                                              | CDU                 |
| Hubert Ney                                           | 4. Juni 1957                                                      | Reinert I                                        | CDU                 |
| Egon Reinert                                         | 26. Februar 1959                                                  | Reinert II                                       | CDU                 |
| Julius von Lautz                                     | 30. April 1959 17. Januar 1961 19. Juli 1965                      | Röder I Röder II Röder III                       | CDU                 |
| Alois Becker                                         | 1. Juli 1968 13. Juli 1970                                        | Röder III Röder IV                               | CDU                 |
| Minister für Rechtspflege                            |                                                                   |                                                  |                     |
| Rainer Wicklmayr                                     | 23. Januar 1974                                                   | Röder V                                          | CDU                 |
| Minister für Rechtspflege und Bundesangelegenheiten  |                                                                   |                                                  |                     |
| Rainer Wicklmayr                                     | 1. März 1977 5. Juli 1979                                         | Röder VI Zeyer I                                 | CDU                 |
| Minister für Rechtspflege                            |                                                                   |                                                  |                     |
| Franz Becker                                         | 23. Mai 1980                                                      | Zeyer II                                         | CDU                 |
| Minister für Rechtspflege und Bundesangelegenheiten  |                                                                   |                                                  |                     |
| Franz Becker                                         | 1. September 1981                                                 | Zeyer II                                         | CDU                 |
| Wolfgang Knies                                       | 10. Juli 1984                                                     | Zeyer III                                        | CDU                 |
| Minister der Justiz                                  |                                                                   |                                                  |                     |
| Arno Walter                                          | 9. April 1985 21. Februar 1990 23. November 1994 9. November 1998 | Lafontaine I Lafontaine II Lafontaine III Klimmt | SPD                 |
| Ingeborg Spoerhase-Eisel                             | 29. September 1999                                                | Müller I                                         | CDU                 |
| Minister für Justiz, Gesundheit und Soziales         |                                                                   |                                                  |                     |
| Josef Hecken                                         | 6. Oktober 2004                                                   | Müller II                                        | CDU                 |
| Minister für Justiz, Gesundheit, Soziales und Arbeit |                                                                   |                                                  |                     |
| Josef Hecken                                         | 3. September 2007                                                 | Müller II                                        | CDU                 |
| Gerhard Vigener                                      | 14. Mai 2008                                                      | Müller II                                        | CDU                 |
| Minister der Justiz                                  |                                                                   |                                                  |                     |
| Peter Müller                                         | 10. November 2009                                                 | Müller III                                       | CDU                 |
| Annegret Kramp-Karrenbauer                           | 24. August 2011                                                   | Kramp-Karrenbauer I                              | CDU                 |
| Anke Rehlinger                                       | 9. Mai 2012                                                       | Kramp-Karrenbauer II                             | SPD                 |
| Reinhold Jost                                        | 15. Januar 2014                                                   | Kramp-Karrenbauer II                             | SPD                 |
| Stephan Toscani                                      | 17. Mai 2017                                                      | Kramp-Karrenbauer III                            | CDU                 |
| Peter Strobel                                        | 1. März 2018                                                      | Hans                                             | CDU                 |
| Petra Berg                                           | 26. April 2022                                                    | Rehlinger                                        | SPD                 |

## Organisation des Ministeriums

### Aufgaben des Ministeriums
Das Ministerium befasst sich in seinen Abteilungen und Referaten mit Staats- und Verfassungsrecht, Verwaltungsrecht, Europa- und internationalem Recht, Zivil- und Strafrecht sowie mit dem Justiz- und Maßregelvollzug. Das Landesprüfungsamt für Juristen ist dem Ministerium ebenfalls angegliedert. Zudem übt das Ministerium die Fachaufsicht über die Staatsanwaltschaften im Saarland aus.

### Gerichte, Behörden und Einrichtungen im Geschäftsbereich des Ministeriums
- Saarländisches Oberlandesgericht
- Landgericht Saarbrücken
- Oberverwaltungsgericht des Saarlandes
- Verwaltungsgericht des Saarlandes
- Landessozialgericht für das Saarland
- Sozialgericht für das Saarland
- Finanzgericht des Saarlandes
- Arbeitsgerichtsbarkeit
- Amtsgerichte
- Generalstaatsanwaltschaft
- Staatsanwaltschaft
- Justizvollzugsanstalten Saarbrücken und Ottweiler (mit Teilanstalt Saarlouis)
- Jugendarrestanstalt Lebach
- Saarländische Klinik für forensische Psychiatrie